# Pierre Whalon
Pierre Whalon (Newport, 12 novembre 1952) è un vescovo anglicano e vescovo vetero-cattolico statunitense.
Whalon è stato ordinato diacono nel giugno 1985, divenendo presbitero nel dicembre dello stesso anno. Dopo vari incarichi pastorali negli Stati Uniti, fu eletto vescovo della Convocazione delle Chiese americane in Europa. Fu consacrato il 18 novembre 2001 nella chiesa di San Paolo dentro le Mura di Roma.
Svolge anche l'ufficio di vescovo assistente nella Diocesi di Gibilterra in Europa e nella Diocesi cattolica per i veterocattolici in Germania.
Whalon ha doppia nazionalità, statunitense e francese. È sposato con Melinda Jane McCulloch dal 1980 e ha una figlia, Marie Noëlle. È esperto di musica ecclesiastica.

## Genealogia episcopale
La genealogia episcopale è:
- Papa Niccolò I
- Papa Formoso
- Vescovo San Plegmund
- Vescovo Althelm
- Vescovo Wulfhelm
- Vescovo Odo
- Vescovo San Dunstan
- Vescovo Sant'Aelphege
- Vescovo Elfric
- Vescovo Wulfstan
- Vescovo Ethelnoth
- Vescovo Eadsige
- Vescovo Stigand
- Vescovo Siward
- Vescovo Lanfranco di Canterbury
- Vescovo Thomas
- Vescovo Anselmo d'Aosta
- Vescovo Richard de Belmeis
- Vescovo William of Corbeuil
- Vescovo Henry of Blois
- Vescovo San Tommaso Becket
- Vescovo Roger of Gloucester
- Vescovo Peter de Leia
- Vescovo Gilbert Glanville
- Vescovo William of St. Mere L'eglise
- Vescovo Walter de Gray
- Vescovo Walter Kirkham
- Vescovo Henry
- Vescovo John of Halton
- Vescovo Roger Northborough
- Vescovo William Wyvil
- Arcivescovo Ralph Stratford
- Vescovo William Edendon
- Arcivescovo Simon Sudbury
- Vescovo Thomas Brentingham
- Vescovo Robert Braybrooke
- Arcivescovo Roger Walden
- Vescovo Henry Beaufort
- Arcivescovo Thomas Bourchier
- Arcivescovo John Morton
- Vescovo Richard Fitzjames
- Arcivescovo William Warham
- Vescovo John Langlands
- Arcivescovo Thomas Cranmer
- Vescovo William Barlow
- Arcivescovo Matthew Parker
- Arcivescovo John Whitgift
- Arcivescovo Richard Bancroft
- Arcivescovo George Abbot
- Arcivescovo George Montaigne
- Arcivescovo William Laud
- Vescovo Brian Duppa
- Arcivescovo Gilbert Sheldon
- Vescovo Henry Compton
- Arcivescovo William Sancroft
- Vescovo Jonathan Trelawney
- Arcivescovo John Potter
- Arcivescovo Thomas Herring
- Arcivescovo Frederick Cornwallis
- Arcivescovo John Moore
- Vescovo William White
- Vescovo John Henry Hopkins
- Vescovo Daniel Tuttle
- Vescovo James Perry
- Vescovo Henry Knox Sherrill
- Vescovo Arthur Lichtenberger
- Vescovo John Allin
- Vescovo Frank Griswold
- Vescovo Pierre Whalon